# 勞迪絲 (阿凱夫斯之妻)
勞迪絲（前三世紀人物），是本都國王米特里達梯二世與王后勞迪絲所生的其中一個女兒。她有一個同名的姊妹後來成為塞琉古安條克三世的王后，是為勞迪絲三世。
波利比烏斯曾提到勞迪絲未出嫁以前在皮西迪亞的城市塞爾蓋長大，受到當地的公民羅格巴西斯（Logbasis）關照。後來她嫁給塞琉古將軍阿凱夫斯，她的丈夫之後脫離塞琉古帝國，並自立為王。前213年，當阿凱夫斯落入塞琉古國王安條克三世手中之後，勞迪絲和一些殘兵據守薩第斯城中的要塞，並堅守一段時日。然而，當勞迪絲的軍隊發生爭亂後，她很快就被迫投降安條克三世。

## 來源
1. ↑  波利比烏斯, viii. 22
2. ↑  波利比烏斯, v. 74
3. ↑  波利比烏斯, viii. 23

- 波利比烏斯,  Histories （页面存档备份，存于）, Evelyn S. Shuckburgh (譯者), 倫敦 - 紐約, (1889)
- 威廉·史密斯，《希腊羅馬的神話和傳記辭典》, "Laodice (8)", 波士頓, (1867)